# 세이나보 세이
세이나보 세이(Seinabo Sey, 1990년 10월 7일 ~ )은 스웨덴의 싱어송라이터이다. 감비아 혈통을 갖고 있다.

## 음반 목록
- Pretend (2015)
- I'm a Dream (2018)